# نوت (هولندا)
نوت  Nuth  بلدية بمقاطعة ليمبورخ، هولندا.

## طوبوغرافيا
خريطة طوبوغرافية هولندية لبلدية نوت، يونيو 2015، (تقرأ بعد ثلاث نقرات على الخريطة)

## أعلام
- أوجوست كيركهوفس